# 荒木達也
荒木 達也（あらき たつや、1987年11月5日 - ）は、日本のラグビー選手。

## プロフィール
- 北海道小樽市出身[1]。
- ポジションはナンバーエイト(No8)、フランカー(FL)。
- 身長 171cm、体重 92kg

## 略歴
小樽ラグビースクール出身である。
2006年、仙台育英高校卒業後、東海大学に入学する。
2009年、東海大学体育会ラグビーフットボール部の主将に就任し、同年度の大学選手権準優勝に貢献した。
2010年、東海大学卒業後、トヨタ自動車ヴェルブリッツに加入。
2011年11月5日に行われたジャパンラグビートップリーグ第2節のホンダヒート戦に途中出場で公式戦初出場を果たす。
2017年、トヨタ自動車ヴェルブリッツを退団した。